# FC Sportul Studenţesc Bucureşti
El FC Sportul Studenţesc Bucureşti és un club de futbol romanès de la ciutat de Bucarest.

## Història
L'Sporting Club Universitar Studentesc va ser fundat l'11 de febrer de 1916, fet que el situa com un dels clubs romanesos en actiu més antics. Els seus majors èxits foren una Copa Balcànica de clubs el 1979, una segona posició a la lliga el 1986, i tres finals de copa els anys 1939, 1943 i 1979.

### Evolució del nom
- 1916: Sporting Club Universitar Studentesc Bucarest
- 1919: Sportul Studentesc Bucarest
- 1945: Sparta Bucarest
- 1948: Clubul Sportiv Universitar
- 1954: fusió amb IA Bucarest en Ştiinţa Bucarest
- 1966: Politehnica Bucarest
- 1969: CF Sportul Studentesc Bucarest

## Palmarès
- Copa Balcànica de clubs (1): 1979